# Henry Heitfeld

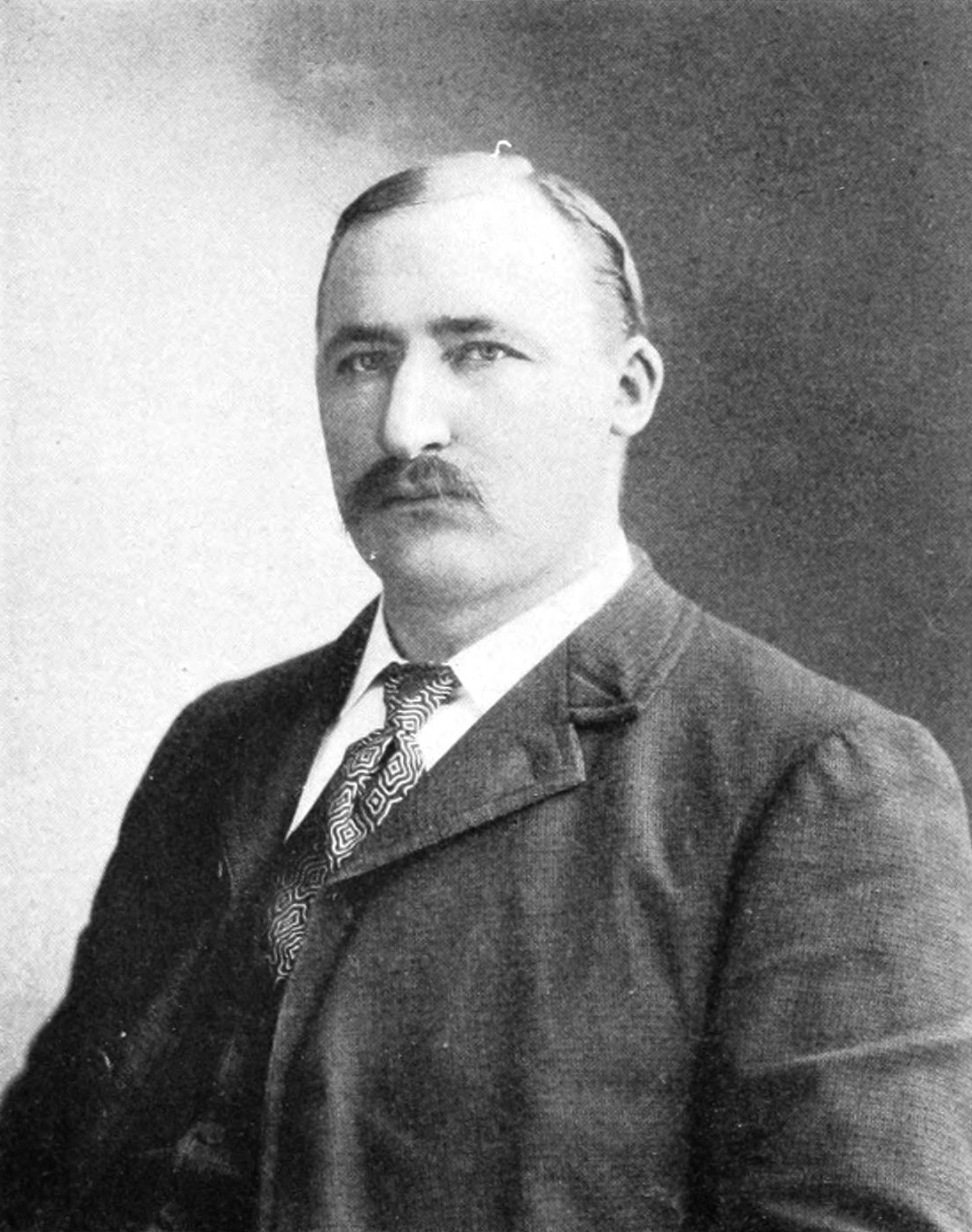
Henry Heitfeld (1899)

Henry Heitfeld (* 12. Januar 1859 in St. Louis, Missouri; † 21. Oktober 1938 in Spokane, Washington) war ein US-amerikanischer Politiker der Populist Party, der den Bundesstaat Idaho im US-Senat vertrat.
Nachdem er seine Schulbildung auf öffentlichen und privaten Schulen in St. Louis erhalten hatte, zog der junge Henry Heitfeld zunächst nach Seneca in Kansas, dann nach Washington und schließlich nach Lewiston im Idaho-Territorium. Dort ließ er sich 1883 nieder, betätigte sich in der Landwirtschaft sowie in der Viehzucht und heiratete im folgenden Jahr Anna Jacobs.
Als Mitglied der kurzlebigen Populistischen Partei gehörte Henry Heitfeld zunächst von 1894 bis 1897 dem Senat von Idaho an. Im Jahr 1896 kandidierte er dann erfolgreich für einen Sitz im US-Senat, in den er am 4. März 1897 einzog. Nach sechsjähriger Amtszeit trat er nicht zur Wiederwahl an. Dafür bewarb er sich 1904 um den Posten des Gouverneurs von Idaho, unterlag aber dem Republikaner Frank R. Gooding.
Von 1902 bis 1909 amtierte Heitfeld als Bürgermeister von Lewiston; zwischen 1914 und 1922 war er in dieser Stadt als Notar für das United States Land Office tätig. In der Folge war er wieder landwirtschaftlich tätig, ehe er 1930 in die Politik zurückkehrte. Er wurde Mitglied der Bezirksregierung im Nez Perce County und war zeitweise deren Vorsitzender. 1938 setzte er sich zur Ruhe und zog nach Spokane, wo er wenig später starb. Henry Heitfeld war der letzte noch lebende US-Senator, der dem Kongress im 19. Jahrhundert angehört hatte.